# Аріобарзан II Філопатор
Аріобарзан II Філопатор (дав.-гр. Ἀριοβαρζάνης Φιλοπάτωρ; д/н —бл. 51 до н. е.) — цар Каппадокії у 63—51 до н. е.

## Життєпис
Походив з династії Аріобарзанідів. Син Аріобарзана I, царя Каппадокії, та Афінаїди I. Про нього відомо замало. Після перемоги римлян над понтійським царем Мітрідатом VI римському наміснику Гнею Помпею необхідно було зміцнити правляння Риму на Близькому Сходу. Тому було вирішено замінити слабкого царя Аріобарзана I на сина Аріобарзана II. Це відбулося у 63 до н. е.
Новий цар також не мав міцної опори серед каппадокійської знаті, де невдовзі розпочав своєрідний партизанський рух. На свій кошт відновив Одеон в Афінах, який до того було зруйновано римлянами.
У 57 до н. е. римські війська на чолі із Авлом Габінієм допомогли цареві стабілізувати ситуацію. Але зрештою у 51 році до н. е. Аріобарзана II було вбито прихильниками Парфії, що мала на меті розширення своїх володінь.

## Родина
Дружина — Афінаїда II, донька Мітрідата VI Евпатора, царя Понту
Діти:
- Аріобарзан III Евсеб
- Аріарат X